# ببو والدس
ببو والدس (اسپانیایی: Bebo Valdés‎؛ ۹ اکتبر ۱۹۱۸ – ۲۲ مارس ۲۰۱۳) یک نوازنده پیانو، موسیقی‌دان، آهنگساز و تنظیم‌کننده اهل کوبا بود.
او یکی از چهره‌های شاخص عصرِ طلایی موسیقی کوبا محسوب می‌شود و رهبریِ دو گروه بزرگ مشهور را به‌عهده داشت و تنظیم‌کننده کلوپ مشهور «تروپیکانا» نیز بود.
از فیلم‌ها یا برنامه‌های تلویزیونی که وی در آن نقش داشته است می‌توان به چیکو و ریتا اشاره کرد.
وی بابت آثارش برندهٔ جوایز گوناگونی همچون جایزه گرمی و جایزه گرمی لاتین شده است. کالج موسیقی برکلی در سال ۲۰۱۱ به او مدرک دکترای افتخاری داد.